# Belgio agli XI Giochi olimpici invernali
Il Belgio partecipò agli XI Giochi olimpici invernali, svoltisi a Sapporo, Giappone, dal 3 al 13 febbraio 1972, con una delegazione di 1 atleta impegnato in una disciplina.